# James A. Jobling
James A. Jobling es un naturalista y autor británico. Jobling es conocido por su trabajo en la taxonomía de aves, creando y publicando una de las listas de referencias más amplias publicadas sobre la etimología de los nombres de los géneros y especies de aves a nivel mundial.

## Biografía
Jobling ha sido funcionario público con experiencia en finanzas y registro de tierras. Desde su juventud mostró interés por el mundo natural, especialmente las aves y los idiomas. Durante muchos años trabajó en el Diccionario de nombres científicos de aves, publicado en 1991 por Oxford University Press. Publicó luego una edición más amplia, el Diccionario Helm de Scientific Bird Names 2010. Obtuvo una cercana asociación con Lynx Edicions para crear y editar la obra HBW Alive Key to Scientific Names In Ornithology (2014-2020), plenamente incorporado al libro Birds of the World. Fue miembro de la Unión Británica de Ornitólogos y miembro del comité del Club Británico de Ornitólogos.

## Publicaciones

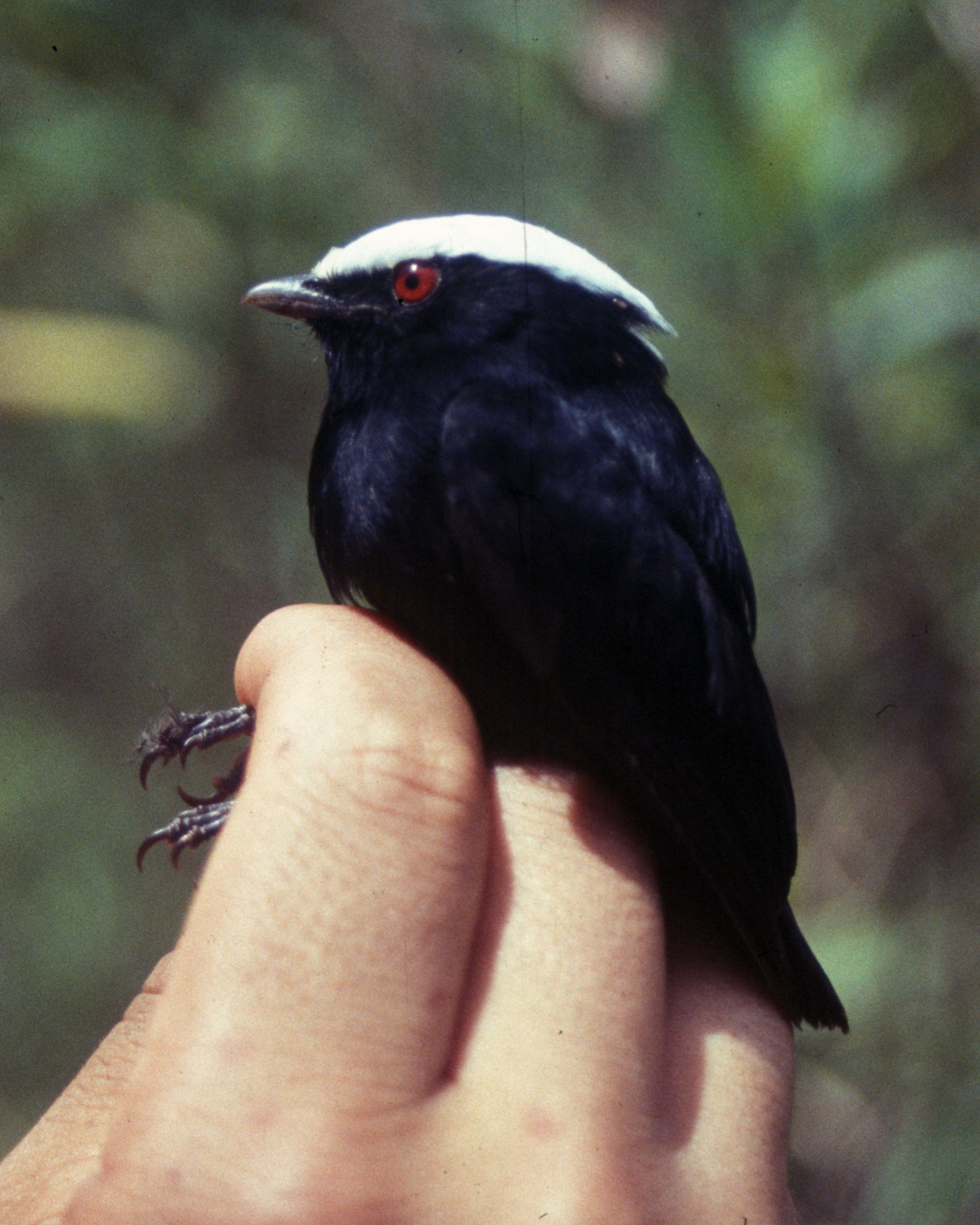
Pseudopipra pipra, renombrado por Jobling de la descricpión de Carlos Linneo.

- Jobling, James A. (1991). A Dictionary of Scientific Bird Names (en inglés). Oxford University Press. ISBN 978-0-19-854634-4. Google Libros: qisWAQAAIAAJ. Consultado el 16 de febrero de 2024.
- Jobling, James A. (2010). Helm Dictionary of Scientific Bird Names (en inglés). Londres: Bloomsbury. ISBN 978-1-4081-3326-2 – via Internet Archive.
- Kirwan, Guy M.; David, Normand; Gregory, Steven M. S.; Jobling, James A.; Steinheimer, Frank D.; Brito, Guilherme Renzo Rocha (7 de junio de 2016). «The mistaken manakin: a new genus-group name for Parus pipra Linnaeus, 1758 (Aves: Passeriformes: Pipridae)». Zootaxa (en inglés) 4121 (1): 89-94. ISSN 1175-5334. PMID 27395209. doi:10.11646/zootaxa.4121.1.9.
- David, Normand; Gregory, Steven M. S.; Kirwan, Guy M.; Jobling, James A.; Steinheimer, Frank D.; Brito, Guilherme Renzo Rocha (6 de enero de 2017). «Addendum to Kirwan et al. (2016, Zootaxa 4121(1): 89-94)». Zootaxa (en inglés) 4216 (3). ISSN 1175-5334. PMID 28183124. doi:10.11646/zootaxa.4216.3.7.
- Jobling, James A. (1996). «The Prince and the Republican». Bulletin of the British Ornithologists' Club (en inglés) 116 (5): 132-136. ISSN 0007-1595. BHL page 40029213 – via Biodiversity Heritage Library.
- Jobling, James A. (2017). «Resolution of a case of secondary homonymy in the genus Sylvia Scopoli, 1769». Bulletin of the British Ornithologists' Club (en inglés) 137 (2): 159-159. ISSN 0007-1595. doi:10.25226/bboc.v137i2.2017.a6.